# Scopula heidra
Scopula heidra är en fjärilsart som beskrevs av Debauche 1933/35. Scopula heidra ingår i släktet Scopula och familjen mätare. Inga underarter finns listade.